# Clonaria capelongata
Clonaria capelongata är en insektsart som beskrevs av Brock 2005. Clonaria capelongata ingår i släktet Clonaria och familjen Diapheromeridae. Inga underarter finns listade i Catalogue of Life.